# Polydektor
Polydektor (altgriechisch Πολυδέκτωρ Polydéktōr) ist in der griechischen Mythologie einer der 50 Söhne des Aigyptos, des Zwillingsbruders von Danaos, und zählt daher zu den Aigyptiaden. 
Laut der schlecht überlieferten, unvollständigen Liste mit 47 von 50 Danaidenpaarungen in den Fabulae des Hyginus Mythographus wurde er von seiner Gemahlin Oime in der Hochzeitsnacht getötet.
Die handschriftliche Namensüberlieferung der Danaide, wie sie in der Erstedition der Fabulae durch Jakob Micyllus wiedergegeben wird – der zugrundeliegende Codex ging in der Folge verloren – lautete Amoeme. Wegen der Ähnlichkeit mit dem im Danaidenkatalog der Bibliotheke des Apollodor überlieferten Aigyptiaden Polyktor verbesserte Bernhard Bunte entsprechend, dem wurde allerdings nicht gefolgt.